# Óriáspacsirta
Az óriáspacsirta (Melanocorypha maxima) a verébalakúak (Passeriformes) rendjébe, ezen belül a pacsirtafélék (Alaudidae) családjába tartozó faj.

## Rendszerezése
A fajt Edward Blyth angol zoológus írta le 1867-ben.

## Alfajai
- Melanocorypha maxima flavescens Stegmann, 1937
- Melanocorypha maxima holdereri Reichenow, 1911
- Melanocorypha maxima maxima Blyth, 1867[2]

## Előfordulása
India és Kína területén honos. Természetes élőhelyei a szubtrópusi vagy trópusi száraz és elárasztott gyepek, mocsarak, lápok, tavak, folyók és patakok környékén. Állandó, nem vonuló faj.

## Megjelenése
Testhossza 22 centiméter.

## Életmódja
Magokkal, gyümölcsökkel és rovarokkal táplálkozik. Júliustól augusztusig költ, általában évente két fészekaljat.

## Természetvédelmi helyzete
Az elterjedési területe rendkívül nagy, egyedszáma pedig stabil. A Természetvédelmi Világszövetség Vörös listáján nem fenyegetett fajként szerepel.